# Хлуднєвський Кар’єр
Хлуднєвський Кар’єр (рос. Хлудневский Карьер) — присілок в Думіницькому районі Калузької області Російської Федерації.
Населення становить 36 осіб. Входить до складу муніципального утворення Село Которь.

## Історія
Від 2004 року входить до складу муніципального утворення Село Которь.

## Населення
| 2002 | 2010 | 2012 |
| ---- | ---- | ---- |
| 37   | ↘31  | ↗36  |